# Гренландский ледяной щит
Гренландский ледяной щит — второй по размеру ледяной щит мира после Антарктического.
Площадь щита — 1 833 900 квадратных километров, он занимает около 80 % территории Гренландии, протяжённость с севера на юг почти 2530 километров, а ширина на севере достигает 1094 километров. Средняя толщина льда — 1500 метров. Наибольшая толщина щита превышает 3000 метров. Возраст льдов оценивается приблизительно в 110 тыс. лет, по другим данным более 200 тыс. лет.
Расположен щит в центре острова, от моря отделён полосой земли, в некоторых местах его граница расположена практически на побережье. Берега Гренландии сильно изрезаны глубокими и длинными фьордами, доходящими до краёв ледяного щита. Гренландский ледяной щит — не единственный ледник острова, у побережья расположены и другие изолированные ледники и ледяные шапки.
Под щитом расположен большой каньон, тянущийся на 750 км от северного побережья.

## Исследования
Многовековые льды Гренландского щита привлекают научные экспедиции. В 1870 и 1883 годах научными экспедициями руководил барон Адольф Эрик Норденшёльд. В 1888 году экспедиция Фритьофа Нансена впервые пересекла ледяной щит, двигаясь из Аммассалика в Нуук. Несколько экспедиций совершили Роберт Пири и Кнуд Расмуссен. В 1930 году экспедицией под руководством Альфреда Вегенера была основана полярная станция «Айсмитте», где на высоте около 3000 м были проведены метеорологические и гляциологические исследования. В частности, была определена толщина ледяного щита по времени возвращения эха взрыва на поверхности от каменного ложа ледника; по этому времени и известной скорости распространения упругих волн во льду была рассчитана толщина льда. В 1952—1954 годах действовала британская станция «Нортайс». В 1960-х годах американскими военными развивался проект «Ледяной червь». В 1990—1992 годах в рамках проекта Greenland ice core project была пробурена скважина глубиной 3029 м до основания ледяного щита. В результате анализа исследований НАСА учёными из Бристольского, Калгарского и Урбинского университетов в августе 2013 года был обнаружен самый длинный каньон на Земле, расположенный подо льдом Гренландии.
В связи с потеплением климата Гренландский ледяной щит уменьшается. В 2007 и 2008 годах наблюдения со спутников показали, что территория ледового щита достигла минимума за 30 лет наблюдений. Объём ледника оцениваются в 2,85 млн кубических километров, при его таянии уровень Мирового океана поднялся бы на 7 метров. Предполагается, что при повышении среднегодовой температуры в регионе на 3 °C ледниковый щит будет таять, сильно сократившись за тысячелетия, а при повышении на 8 °C — может полностью растаять за 1000 лет.
По данным научного руководителя Гидрометцентра России Романа Вильфанда, масштабные лесные пожары в Сибири в 2019 году ускорили беспрецедентное таяние льдов в Арктике, где начало таять 90 % гренландского ледяного щита.